# WNBA Peak Performers
Die Auszeichnung WNBA Peak Performer ist eine Auszeichnung im amerikanischen Frauen-Basketball.
Sie wird an diejenigen Spielerinnen verliehen, die den besten Punkte-, Rebound- und Assistschnitt der jeweiligen WNBA-Saison aufweisen.
Seit der Einführung der Auszeichnung im Jahr 1997 wurden mehrfach die Auszeichnungsmodalitäten geändert:
In der Saison 1997 wurde diese Trophäe an die Spielerinnen mit den meisten erzielten Punkten aus den beiden Conferences verliehen. Von der Saison 1998 bis zur Saison 2001 wurde diese Auszeichnung den Spielerinnen mit der besten Wurfquote aus dem Feld und den Spielerinnen mit der besten Freiwurf-Quote verliehen. Von der Saison 2002 bis zur Saison 2006 wurde den Spielerinnen mit dem besten Punkte- und Reboundschnitt diese Auszeichnung verliehen. Ab der Saison 2007 bekommt auch die Spielerin mit dem höchsten Assistsschnitt diese Auszeichnung verliehen.

## Übersicht über die bisherigen Auszeichnungen
| Saison | Eastern Conference Shooting Champion, Team | Western Conference Shooting Champion, Team |
| ------ | ------------------------------------------ | ------------------------------------------ |
| 1997   | Andrea Congreaves, Charlotte Sting         | Zheng Haixia, Los Angeles Sparks           |

| Saison | Wurfquote aus dem Feld, Team            | Freiwurfquote, Team            |
| ------ | --------------------------------------- | ------------------------------ |
| 1998   | Isabelle Fijalkowski, Cleveland Rockers | Sandy Brondello, Detroit Shock |
| 1999   | Murriel Page, Washington Mystics        | Eva Němcová, Cleveland Rockers |
| 2000   | Murriel Page,2 Washington Mystics       | Jennifer Azzi, Utah Starzz     |
| 2001   | Latasha Byears, Los Angeles Sparks      | Elena Baranova, Miami Sol      |

| Saison | Punkte, Team                           | Rebounds, Team                          |
| ------ | -------------------------------------- | --------------------------------------- |
| 2002   | Chamique Holdsclaw, Washington Mystics | Chamique Holdsclaw, Washington Mystics  |
| 2003   | Lauren Jackson, Seattle Storm          | Chamique Holdsclaw,2 Washington Mystics |
| 2004   | Lauren Jackson,2 Seattle Storm         | Lisa Leslie, Los Angeles Sparks         |
| 2005   | Sheryl Swoopes, Houston Comets         | Cheryl Ford, Detroit Shock              |
| 2006   | Diana Taurasi, Phoenix Mercury         | Cheryl Ford,2 Detroit Shock             |

| Saison | Punkte, Team                      | Rebounds, Team                      | Assists, Team                               |
| ------ | --------------------------------- | ----------------------------------- | ------------------------------------------- |
| 2007   | Lauren Jackson,3 Seattle Storm    | Lauren Jackson, Seattle Storm       | Becky Hammon, San Antonio Silver Stars      |
| 2008   | Diana Taurasi,2 Phoenix Mercury   | Candace Parker, Los Angeles Sparks  | Lindsay Whalen, Connecticut Sun             |
| 2009   | Diana Taurasi,3 Phoenix Mercury   | Candace Parker,2 Los Angeles Sparks | Sue Bird, Seattle Storm                     |
| 2010   | Diana Taurasi,4 Phoenix Mercury   | Tina Charles, Connecticut Sun       | Ticha Penicheiro, Los Angeles Sparks        |
| 2011   | Diana Taurasi,5 Phoenix Mercury   | Tina Charles,2 Connecticut Sun      | Lindsay Whalen,2 Minnesota Lynx             |
| 2012   | Angel McCoughtry, Atlanta Dream   | Tina Charles,3 Connecticut Sun      | Lindsay Whalen,3 Minnesota Lynx             |
| 2013   | Angel McCoughtry,2 Atlanta Dream  | Sylvia Fowles, Chicago Sky          | Danielle Robinson, San Antonio Silver Stars |
| 2014   | Maya Moore, Minnesota Lynx        | Courtney Paris, Tulsa Shock         | Diana Taurasi, Phoenix Mercury              |
| 2015   | Elena Delle Donne, Chicago Sky    | Courtney Paris,2 Tulsa Shock        | Courtney Vandersloot, Chicago Sky           |
| 2016   | Tina Charles, New York Liberty    | Tina Charles,4 New York Liberty     | Sue Bird,2 Seattle Storm                    |
| 2017   | Brittney Griner, Phoenix Mercury  | Jonquel Jones, Connecticut Sun      | Courtney Vandersloot,2 Chicago Sky          |
| 2018   | Liz Cambage, Dallas Wings         | Sylvia Fowles,2 Minnesota Lynx      | Courtney Vandersloot,3 Chicago Sky          |
| 2019   | Brittney Griner,2 Phoenix Mercury | Jonquel Jones,2 Connecticut Sun     | Courtney Vandersloot,4 Chicago Sky          |
| 2020   | Arike Ogunbowale, Dallas Wings    | Candace Parker,3 Los Angeles Sparks | Courtney Vandersloot,5 Chicago Sky          |
| 2021   | Tina Charles,2 Washington Mystics | Jonquel Jones,3 Connecticut Sun     | Courtney Vandersloot,6 Chicago Sky          |
| 2022   | Breanna Stewart, Seattle Storm    | Sylvia Fowles,3 Minnesota Lynx      | Natasha Cloud, Washington Mystics           |
| 2023   | Jewell Loyd, Seattle Storm        | Alyssa Thomas, Connecticut Sun      | Courtney Vandersloot,7 New York Liberty     |
| 2024   | A’ja Wilson, Las Vegas Aces       | Angel Reese, Chicago Sky            | Caitlin Clark, Indiana Fever                |